# Estádio Guilherme Augusto de Carvalho
O Estádio Guilherme Augusto de Carvalho, mais conhecido como Guilhermão, foi um estádio de futebol brasileiro com capacidade para 5000 pessoas, localizado em Linhares, Espírito Santo. Era pertencente ao Industrial Esporte Clube e depois ao Linhares Esporte Clube.
O terreno do estádio foi vendido e construído no local um supermercado após demolição do Guilhermão.

## Jogos históricos
| Competição                  | Mandante    | Placar | Visitante        | Data                    | Observação                                   | Referência |
| --------------------------- | ----------- | ------ | ---------------- | ----------------------- | -------------------------------------------- | ---------- |
| Copa do Brasil de 1994      | Linhares EC | 0–0    | São José-AP      | 1º de maio de 1994      | Jogo de ida das oitavas-de-final             |            |
| Copa do Brasil de 1994      | Linhares EC | 1–0    | Comercial-MS     | 5 de junho de 1994      | Jogo de ida das quartas-de-final             |            |
| Campeonato Capixaba de 1997 | Linhares EC | 1–1    | São Mateus       | 29 de junho de 1997     | Jogo de volta da final (Linhares EC Campeão) |            |
| Copa do Brasil de 1998      | Linhares EC | 0–0    | América de Natal | 28 de janeiro de 1998   | Jogo de ida da fase preliminar               |            |
| Copa do Brasil de 1998      | Linhares EC | 0–0    | Grêmio           | 10 de fevereiro de 1998 | Jogo de ida da primeira fase                 |            |
| Copa do Brasil de 1999      | Linhares EC | 0–3    | Atlético Mineiro | 10 de fevereiro de 1999 | Jogo de ida da primeira fase                 |            |